# Morty Nevins
Morty Nevins, född den 26 maj 1917 i Washington D.C., död den 20 juli 1990 i Beverly Hills, var en amerikansk kompositör, sångtextförfattare och musiker (dragspelare).
Tillsammans med sin bror Al Nevins (1915-1965) och kusinen Artie Dunn (1922-1996) bildade Nevins 1939 gruppen The Three Suns, vilken hade ett antal skivframgångar på 1940-talet, däribland Morty Nevins komposition Twilight Time (1944), vilken senare har spelats in bland annat av The Platters och använts som musik i ett flertal filmer. Gruppen medverkade också själv i filmen Two Gals and a Guy (1951).
Senare arbetade Nevins främst som arrangör och kompositör.